# Rublo transcaucasico
Il rublo transcaucasico (in russo: рубль, in armeno: ռուբլի, in azero: منات, traslitterazione: manat, in georgiano: მანეთი, traslitterazione: maneti) è stata la valuta ufficiale adottata dalla Repubblica Federale Democratica Transcaucasica tra il 1918 e il 1919 e della Repubblica socialista sovietica federativa Transcaucasica tra il 1923 e il 1924.
La prima versione del rublo fu introdotta nel 1918 sostituendo alla pari il rublo russo quando la regione transcaucasica si distaccò dall'Impero russo ormai al collasso alla fine della prima guerra mondiale. Un anno più tardi, allorché la federazione si sciolse, venne sostituito alla pari dalle varie valute locali:
- il rublo armeno nella Prima Repubblica di Armenia
- il manat azero nella Repubblica Democratica di Azerbaigian
- il manet georgiano nella Repubblica Democratica di Georgia

La seconda versione fu introdotta nel 1923 come valuta della Repubblica socialista sovietica federata Transcaucasica che venne costituita a seguito della conquista da parte dell'Armata Rossa delle tre repubbliche transcaucasiche. Un anno più tardi, venne sostituito dal rublo sovietico.
La valuta fu emessa solamente in forma di banconota e mai di moneta. I tagli con cui vennero stampate le banconote sono:
- 1, 3, 5, 10, 50, 100, 250, nella prima versione
- da 1.000 a 10.000.000.000, nella seconda versione

Sul fronte la denominazione era riportata in russo, mentre sul retro era espressa in armeno, azero e  georgiano.